# Mary Joe Fernández
Mary Joe Fernández (n. 19 august 1971, Republica Dominicană) este o jucătoare de tenis americană, medaliată olimpică. A participat la 2 ediții ale Jocurilor Olimpice (1992, 1996) în care a câștigat două medalii de aur și o medalie de bronz.